# Adesmia papposa
Adesmia papposa är en ärtväxtart som först beskrevs av Mariano Lagasca y Segura, och fick sitt nu gällande namn av Dc. Adesmia papposa ingår i släktet Adesmia och familjen ärtväxter. IUCN kategoriserar arten globalt som livskraftig.

## Underarter
Arten delas in i följande underarter:
- A. p. papposa
- A. p. radicifolia